# Top7

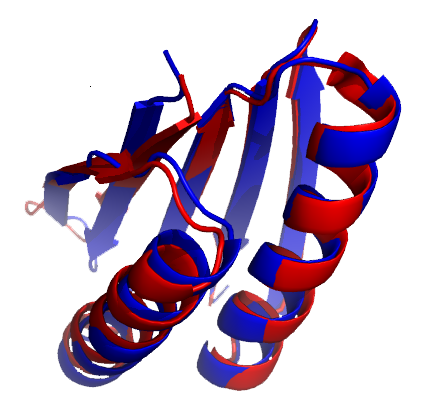
Superposición del modelo diseñado por Rosetta (rojo) para Top7 sobre su estructura cristalográfica de rayos X (azul, PDB ID: 1QYS).

Top7 es una proteína artificial de 93 aminoácidos de largo, clasificada como una proteína de novo ya que fue diseñada por Brian Kuhlman y Gautam Dantas en el laboratorio de David Baker en la Universidad de Washington para tener un pliegue nunca antes visto en la naturaleza. La proteína fue diseñada ab initio en un computador con la ayuda de algoritmos de predicción estructural proteica. La determinación de la estructura de rayos X de la proteína reveló que la estructura (PDB ID: 1QYS) era muy similar (1,2 Å RMSD) al modelo diseñado informáticamente. La estructura consiste en dos hélices alfa empaquetado en una beta-lámina de cinco varas anti-paralelas.
Top7 fue presentada como la 'Molécula del Mes' por el Protein Data Bank (Banco de Datos de Proteínas) en octubre de 2005, y una superposición de sus respectivos núcleos (residuos 60-79) de sus estructuras predichas y rayos X son presentadas en el logo de Rosetta@home. 